# Pancho Carter

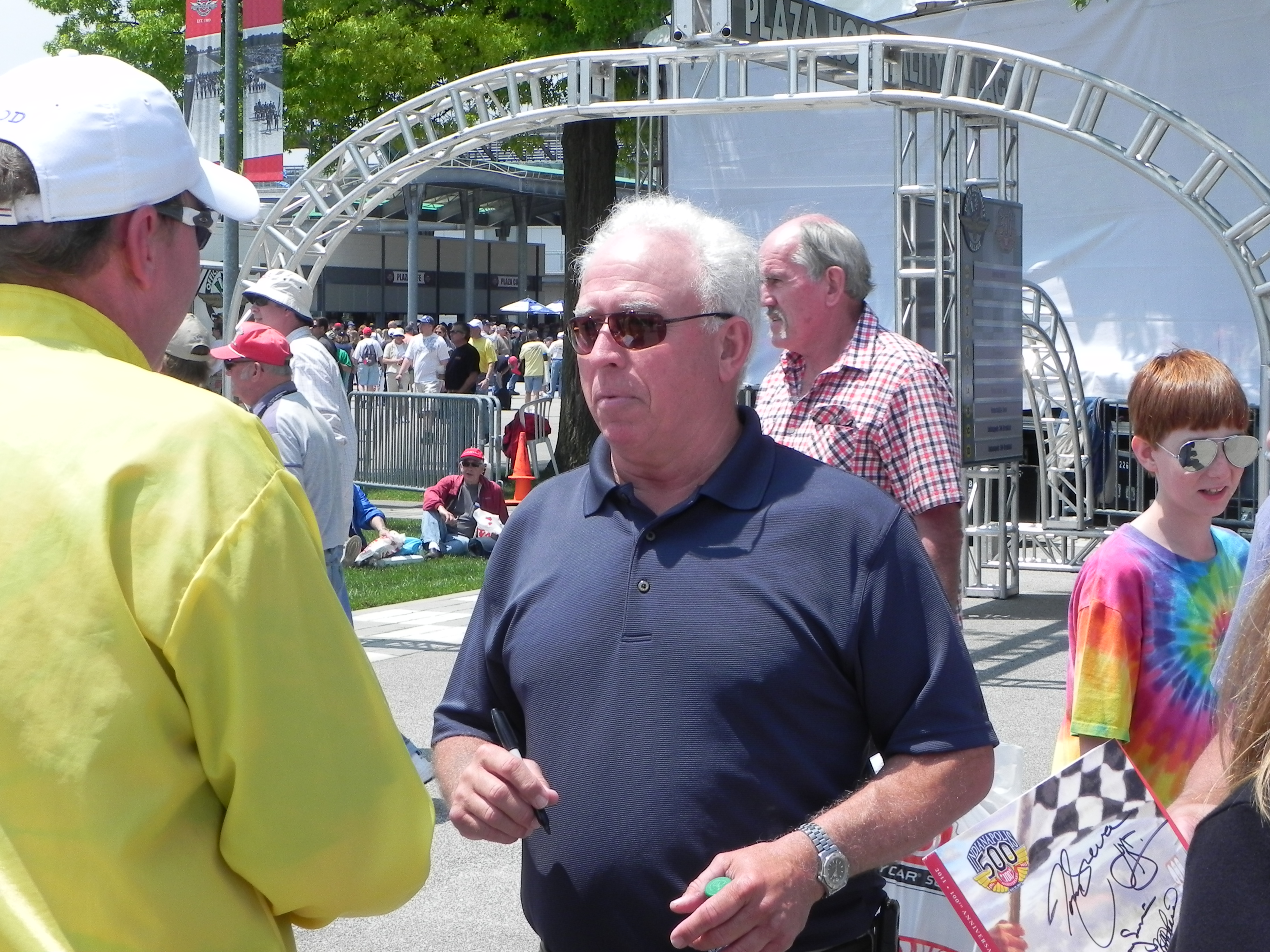
Pancho Carter in 2011

Duane "Pancho" Carter Jr. (Racine (Wisconsin), 11 juni 1950) is een voormalig Amerikaans autocoureur.

## Carrière
Carter reed tussen 1974 en 1992 in het Champ Car kampioenschap. Hij won in zijn carrière één race, in een wagen van Patrick Racing op de Michigan International Speedway in 1981 en werd dat jaar derde in de eindstand van het kampioenschap, zijn beste resultaat. Drie jaar later had hij een spectaculair ongeval in de laatste ronde op Michigan, zonder ernstige gevolgen voor hemzelf. Hij stond zeventien keer aan de start van de Indianapolis 500. Zijn beste resultaat tijdens deze race kwam er in 1982, toen hij derde werd na Gordon Johncock en Rick Mears. Bij zijn eerste deelname in 1974 werd hij zevende, wat hem de trofee Indianapolis 500 Rookie of the Year opleverde. Tijdens de Indy 500 van 1985 vertrok hij vanaf poleposition maar moest na zes ronden opgeven wegens mechanische problemen aan zijn auto. Carter reed in zijn carrière 165 Champ Car wedstrijden, won een race en stond dertien keer op het podium als niet-winnaar. Tussen 1985 en 1995 reed hij veertien races uit de NASCAR Sprint Cup, maar haalde nooit een top 10-plaats.